# Masaaki Hatsumi
Masaaki Hatsumi (初見良昭 Hatsumi Masaaki), född 2 december 1931, är en japansk kampkonstmästare, grundare och stilöverhuvud (soke) inom Bujinkan.
Masaaki Hatsumi övertog ledarskapet för nio traditionella japanska stridskonstskolor koryu från sin mästare Toshitsugu Takamatsu: 
- Togakure-ryū Ninpô Taijutsu (戸隠流忍法体術)
- Gyokko-ryū Kosshijutsu (玉虎流骨指術)
- Kuki Shinden-ryū Happô Bikenjutsu (九鬼神伝流八法秘剣術)
- Kotô-ryū Koppôjutsu (虎倒流骨法術)
- Shinden Fudô-ryū Dakentaijutsu (神伝不動流打拳体術)
- Takagi Yôshin-ryū Jûtaijutsu (高木揚心流柔体術)
- Gikan-ryū Koppôjutsu (義鑑流骨法術)
- Gyokushin-ryū Ninpō (玉心流忍法)
- Kumogakure-ryū Ninpō (雲隠流忍法)